# Kyrgyzstan Cup 2020
Der Kyrgyzstan Cup 2020 war die 29. Saison eines Ko-Fußballwettbewerbs in Kirgistan. Das Turnier wurde von der Football Federation of Kyrgyz Republic organisiert. Er begann mit dem Viertelfinale am 16. Oktober 2020 und endete mit dem Finale am 22. Oktober 2020. FK Dordoi Bischkek nahm an dem Wettbewerb nicht teil.

## Termine
| Runde         | Datum            |
| ------------- | ---------------- |
| Viertelfinale | 16. Oktober 2020 |
| Halbfinale    | 19. Oktober 2020 |
| Finale        | 20. Oktober 2020 |

## Viertelfinale
|                  | Ergebnis |                        |
| ---------------- | -------- | ---------------------- |
| 16. Oktober 2020 |          |                        |
| Ilbirs Bischkek  | 0:2      | FC Neftchi Kochkor-Ata |
| FK Kara-Balta    | 1:5      | Abdish-Ata Kant        |
| FK Kaganat       | 1:3      | Alai Osch              |
| Alga Bischkek    | Freilos  |                        |

## Halbfinale
|                  | Ergebnis        |                        |
| ---------------- | --------------- | ---------------------- |
| 19. Oktober 2020 |                 |                        |
| Abdish-Ata Kant  | 1:0             | Alga Bischkek          |
| Alai Osch        | 1:1 (5:3 i. E.) | FC Neftchi Kochkor-Ata |

## Finale
|                  | Ergebnis |           |
| ---------------- | -------- | --------- |
| 22. Oktober 2020 |          |           |
| Abdish-Ata Kant  | 0:1      | Alai Osch |